# Coenotephria gallinata
Coenotephria gallinata là một loài bướm đêm trong họ Geometridae.